# Amphicnaeia apicalis
Amphicnaeia apicalis là một loài bọ cánh cứng trong họ Cerambycidae.